# Железничка станица Мијатово Коло
Железничка станица Мијатово Коло је једна од железничких станица на прузи Београд—Бар. Налази се насељу Старо Мијатово у општини Мојковац. Пруга се наставља у једном смеру ка Мојковцу и у другом према Крушеву. Железничка станица Мијатово Коло састоји се из 3 колосека.

## Повезивање линија
- Пруга Београд—Бар